# Yekatit 12
Yekatit 12 (amhariska: የካቲት ፲፪) (den 12:e Yekatit) är ett datum i den etiopiska kalendern och namnet på en serie massakrer och förbrytelser som det fascistiska Italien begick mot Etiopien under tiden landet var en ockuperad koloni under italofascistisk regim. Händelserna har också kallats massakern i Addis Abeba och Graziani-massakern bland italienare.

Massakrer mot Etiopiens civila folk inleddes 19 februari 1937 (i den etiopiska kalendern den 12:e Yekatit) efter att fascistiska Italiens marskalk Rodolfo Graziani utsatts för ett misslyckat attentat. Som hämnd och kollektivt straff begick Italien de värsta massakrerna i Etiopiens historia.

## Bakgrund
Efter det Andra italiensk-abessinska kriget, då Mussolini segrade mot Etiopiens underlägsna motstånd, så ockuperades landet och styrdes under italiensk-fascistisk regim. Marskalk Rodolfo Graziani skulle på fredagen den 19 februari 1937 hålla ett tal i Addis Ababa då etiopiska motståndsmän i folkmassorna kastade granater mot talaren, Graziani överlevde dock attentatet.

## Brotten
Historiker och vittnesmål beskriver hur italienska ockupationsstyrkor och fascister, bland annat carabinieri, direkt efter dådet svarade med att skjuta in i massorna med försvarslösa fattiga som samlats inför utdelning av mat.
Italienska styrkorna fortsatte massakrera civila etiopier under hela tre dygn. Från fredagen till söndagen den helgen sade fascistregimen att ingen skulle straffas för vad som görs mot etiopierna. Hus brändes, gamla, kvinnor, unga, fattiga, arbetare, medlemmar ur aristokratin och även till och med etiopier som kollaborerade med Italien mördades medelst dolkar och gevär medan soldaterna hyllade Mussolini genom att ropa fascistiska slogan. 
Siffran mördade brukar bland historiker och forskare hamna på mellan 20 000 till 30 000 offer, medan vissa italienska källor revisionistiskt har försökt hävda att ett hundratal mördades, denna siffra har motbevisats. 
I Addis Ababa står idag Yekatit 12-monumentet för att minnas och hedra de döda.